# لودفيك زامنهوف
لودفيك العزر زامنهوف (بالبولونية Ludwik Łazarz Zamenhof) ولد 15 ديسمبر 1859 - 14 أبريل 1917. هو طبيب عيون بولندي ومخترع لغة الإسبرانتو.
لغاته الأم هي الروسية واليدشية والبولندية، وكان يتحدث الألمانية بفصاحة. تعلم اللغات أيضا الفرنسية، اللاتينية، اليونانية، العبرية و الإنجليزية، كما كان له اهتمام أيضاً باللغات الأسبانية والإيطالية والليتوانية.

## معرض صور

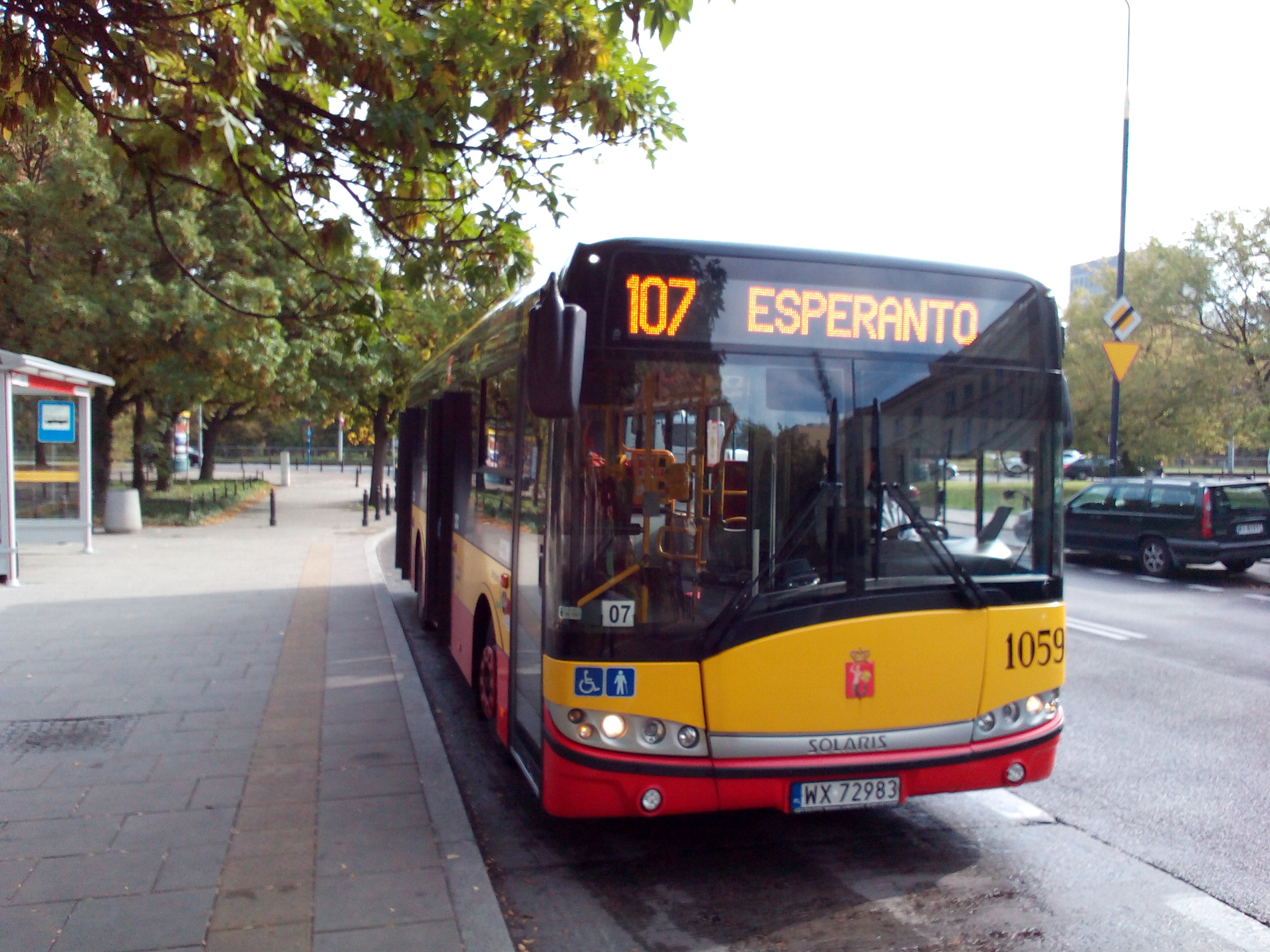
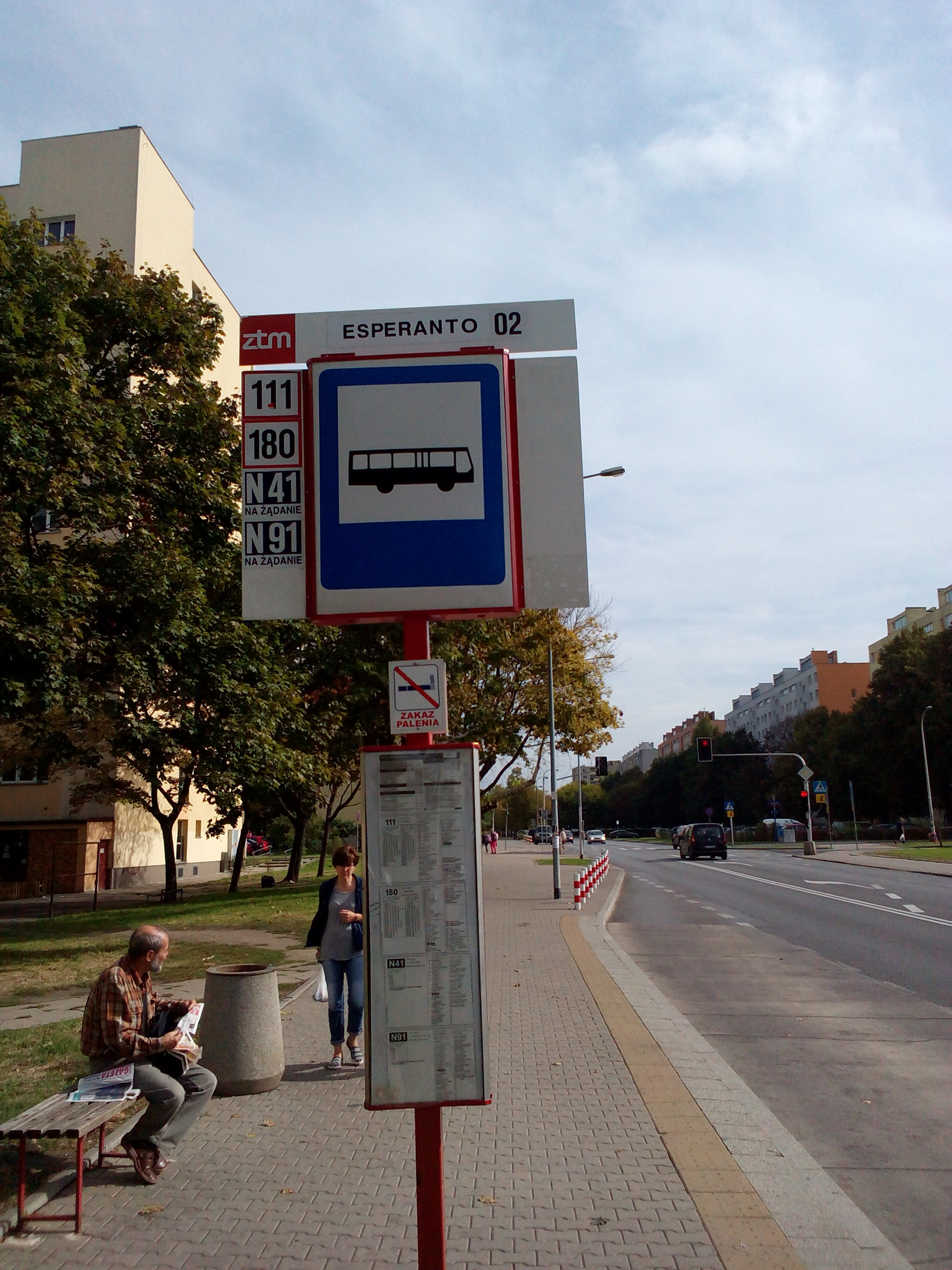
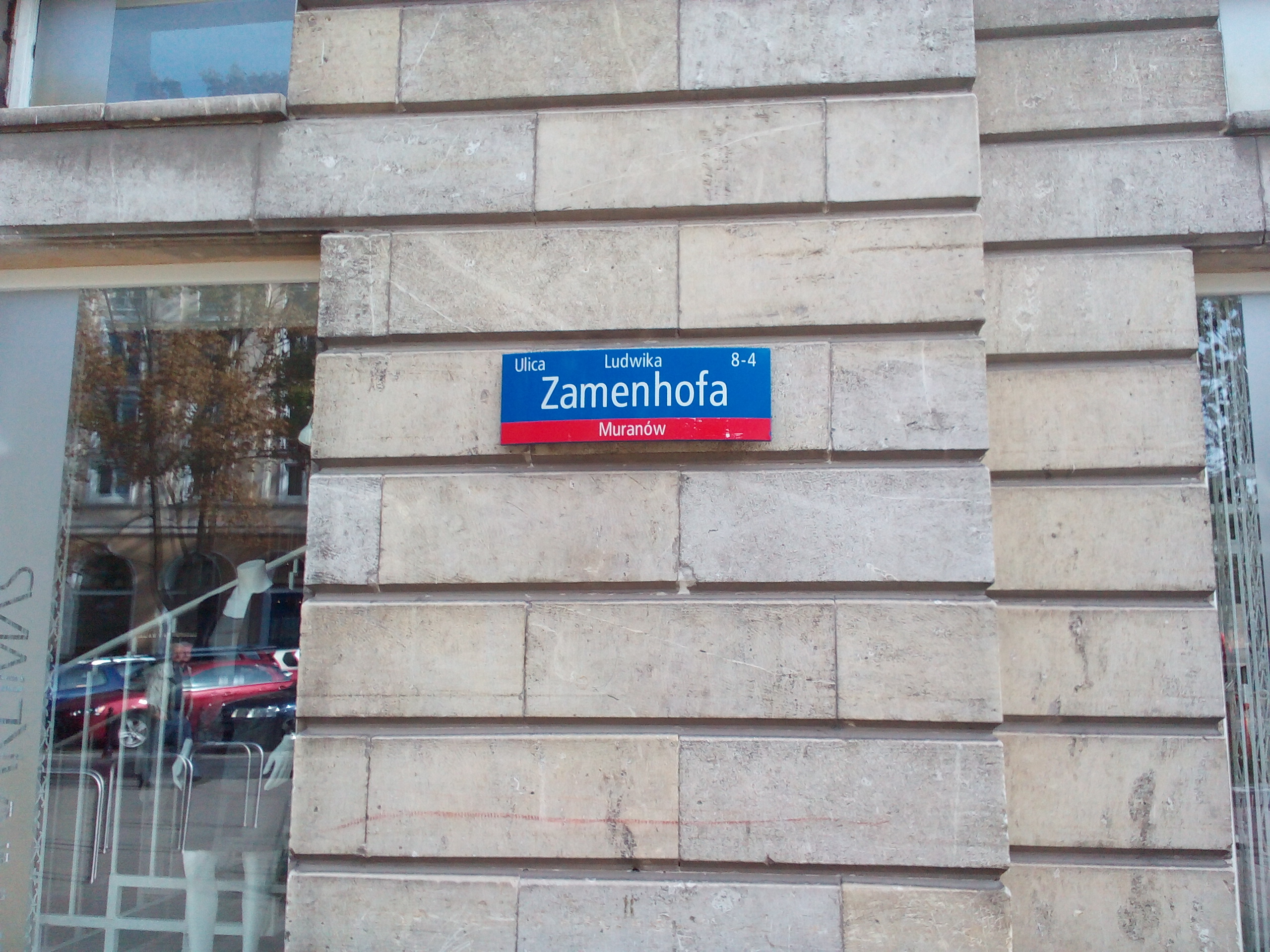
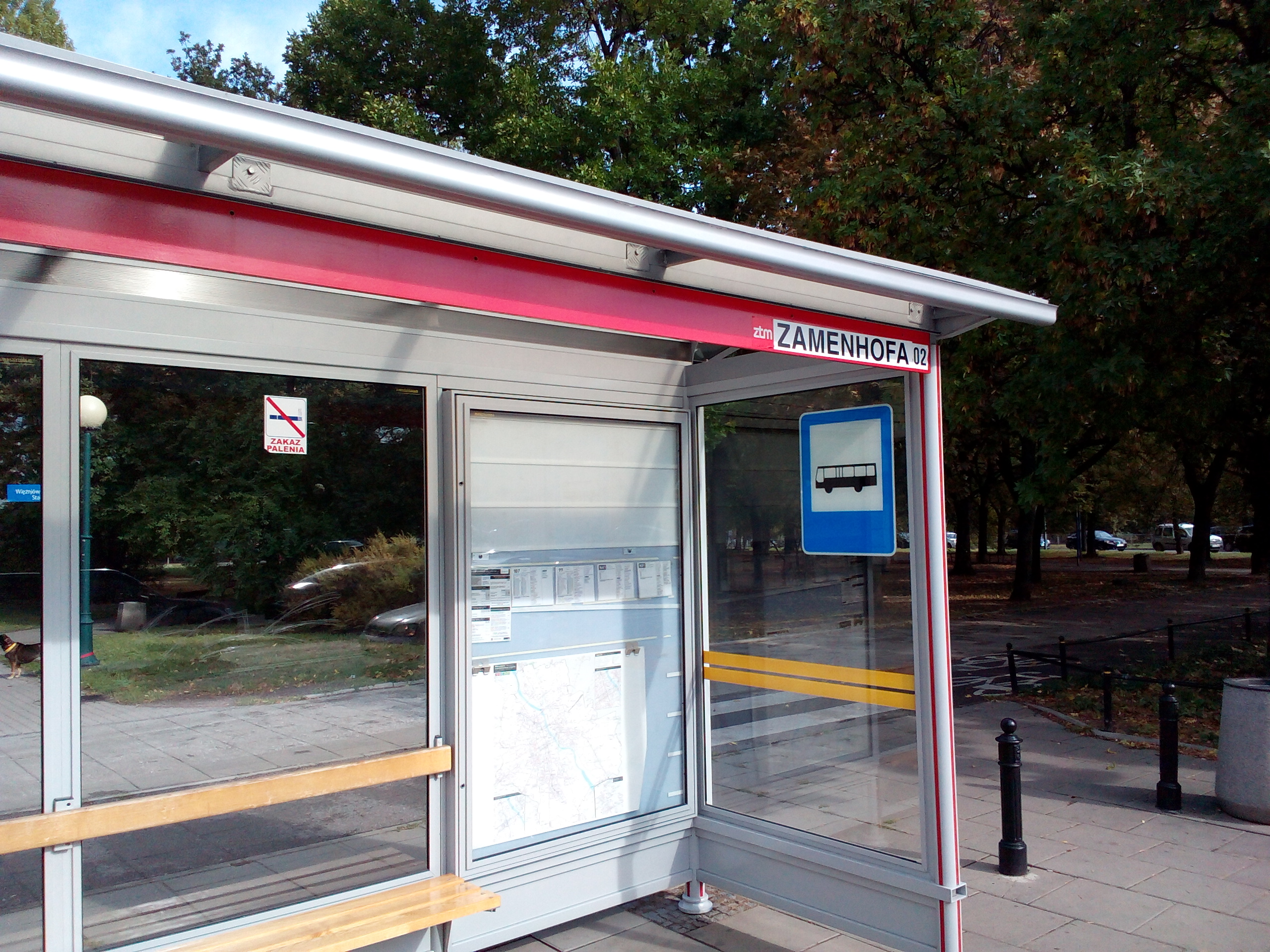
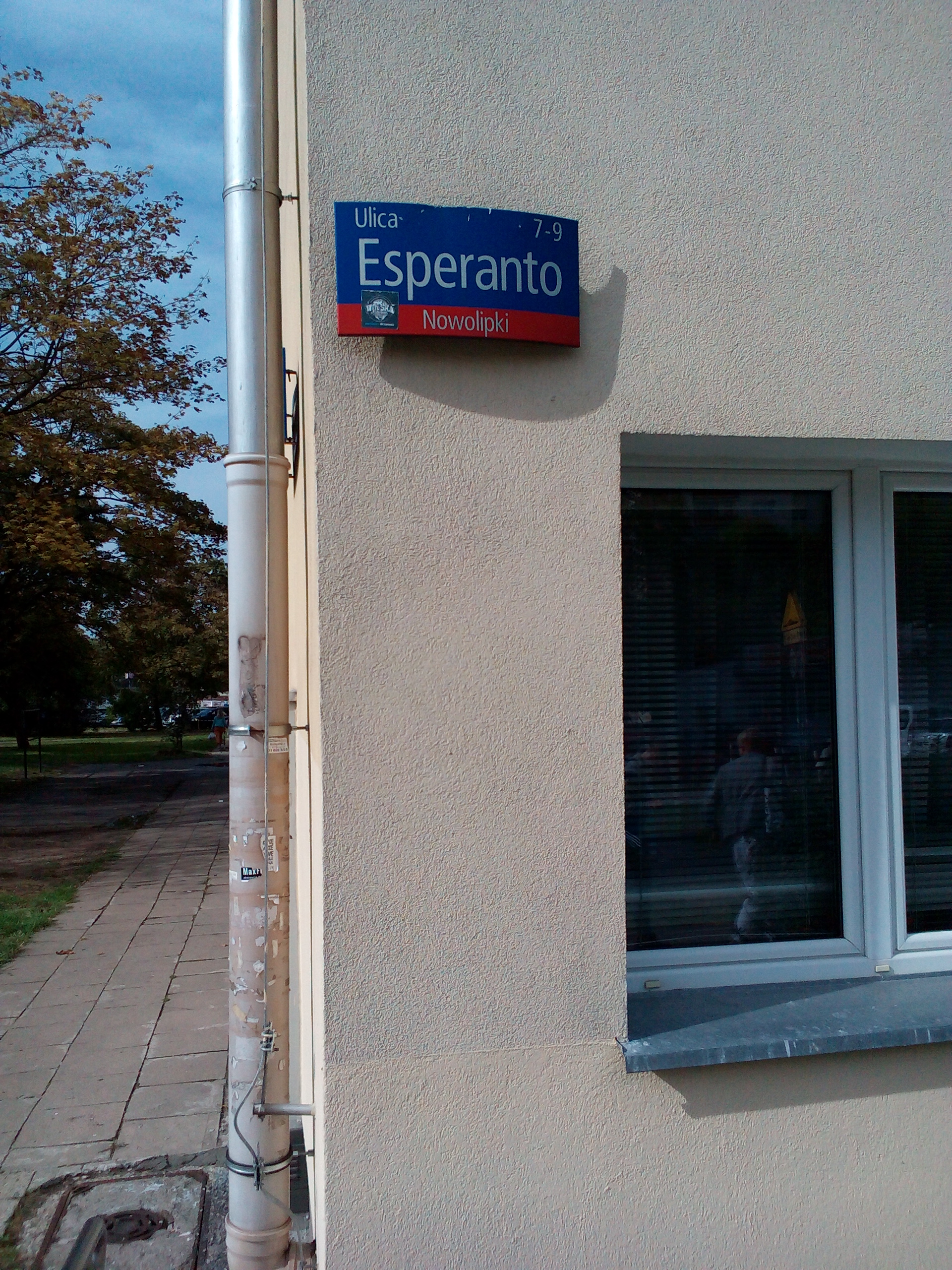

## وصلات خارجية
- لودفيك زامنهوف على موقع الموسوعة البريطانية (الإنجليزية)
- لودفيك زامنهوف على موقع ميوزك برينز (الإنجليزية)
- لودفيك زامنهوف على موقع ديسكوغز (الإنجليزية)
- تمثال لدويك زامنهوف في بياليستوك
- مدرسة ل. زامنهوف الثانوية في لوج في بولندا
- مكتوبات زامنهوف في Project Gutenberg